# Symmachia tigrina
Symmachia tigrina is een vlindersoort uit de familie van de prachtvlinders (Riodinidae), onderfamilie Riodininae.
Symmachia tigrina werd in 1867 beschreven door Hewitson.